# Monte San Giacomo
Monte San Giacomo – miejscowość i gmina we Włoszech, w regionie Kampania, w prowincji Salerno.
Według danych na rok 2004 gminę zamieszkiwało 1675 osób, 32,8 os./km².